# Ed Nijpels
Ed Nijpels, właśc. Eduardus Hermannus Theresia Maria Nijpels (ur. 1 kwietnia 1950 w Den Helder) – holenderski polityk i samorządowiec, deputowany i minister, w latach 1982–1986 lider Partii Ludowej na rzecz Wolności i Demokracji (VVD).

## Życiorys
W latach 1972–1977 pracował jako nauczyciel w Roosendaal. Później studiował prawo na Uniwersytecie w Utrechcie. W 1968 wstąpił do Partii Ludowej na rzecz Wolności i Demokracji. W pierwszej połowie lat 70. pełnił kierownicze funkcje w młodzieżowej organizacji liberalnej JOVD, m.in. był jej prezesem w latach 1974–1975. Od 1976 do 1982 zasiadał w radzie miejscowości Bergen op Zoom, kierował frakcją radnych VVD. W latach 1977–1986 i 1989–1990 sprawował mandat deputowanego do Tweede Kamer, niższej izby Stanów Generalnych. Od 1982 do 1986 pełnił funkcję lidera politycznego VVD (przewodniczył w tych samych latach również frakcji poselskiej liberałów). Został wskazany przez swojego poprzednika Hansa Wiegela. Pod jego przywództwem partia zanotowała dobry wynik w wyborach w 1982, dołączając do koalicji rządzącej. Został zastąpiony na zajmowanym stanowisku partyjnym po słabszym rezultacie w kolejnych wyborach z 1986.
VVD pozostała wówczas w rządzie. Ed Nijpels od lipca 1986 do listopada 1990 sprawował urząd ministra mieszkalnictwa, planowania przestrzennego i środowiska w drugim gabinecie Ruuda Lubbersa. W latach 1990–1995 był burmistrzem Bredy, a od 1999 do 2008 komisarzem królowej we Fryzji. W latach 90. kierował holenderskim oddziałem WWF. W 2008 został prezesem organizacji gospodarczej ONRI, w latach 2009–2010 zarządzał funduszem emerytalnym ABP. W 2014 dołączył do Sociaal-Economische Raad, doradzającej rządowi rady społeczno-ekonomicznej.
Odznaczony Orderem Lwa Niderlandzkiego klasy III (1989).